# Бекетови
Беке́тови (рос. Бекетовы) — дворянський рід.

## Походження
Нащадки Федора Бекетова, який мав сина Андрія та онуків: Івана (прибл. 1590—1678) і Микиту (пом. 1628). Рід імовірно тюркського або черкеського походження. Прізвище може походити або від назвиська «Бекет» — придворної посади вихователя або від черкеських беків.
Першопочатково володіли землями в верхів'ях Хопра на теренах Пензенській губернії, через що при віднесені до давнього пензенського дворянства (VI частина родовідної книги). Втім пізніше також були землевласниками в Нижньогородській і Симбірській губерніях.
У середині XIX ст. в Харків разом з братом переселився один з нащадків роду, відомий хімік та член Петербурзької академії наук — Микола Бекетов, в якого там народився український архітектор Олексій Бекетов. Деякі з його спадкоємців мешкають в Україні донині.

## Відомі представники
- Бекетов Петро Іванович[ru] — російський землепроходець, засновник сибірських міст — Нерчинська, Олекмінська, Чити, Якутська.
- Бекетов Микита Афанасійович[ru] — ад'ютант графа Розумовського, генерал-ад'ютант імператриці Єлизавети Петрівни, генерал-поручик, Астраханський губернатор, сенатор.
- Бекетов Платон Петрович[ru] — прем'єр-майор, голова Московського товариства історії та старожитностей російських.

## Родова схема
- Олексій Матвійович Бекетов (1757—1822)
  - Микола Олексійович (1794—1866)
    - Андрій Миколайович (1825—1902) ∞ Єлизавета Григорівна Кареліна (1834—1902)
      - Олександра Андріївна (1860—1923) ∞ Олександр Львович Блок[ru] (1852—1909) ∞ Франц Феліксович Кубліцький-Піоттух[ru] (1860—1920)
        - Олександр Олександрович Блок (1880—1921)

    - Микола Миколайович (1827—1911) ∞ Олена Карлівна Мільгоф
      - Олексій Миколайович (1862—1941) ∞ Ганна Олексіївна Алчевська (1868—1931)
        - Христина Олексіївна (1890—1972)[a] ∞ NN Юрковський
        - Микола Олексійович (1891—1964)
        - Марія Олексіївна (1893—1921)
        - Олена Олексіївна (1895—1990)[b] ∞ Семен Семенович Рофе (1897—1952)
          - Федір Семенович Рофе-Бекетов (1932—2022) ∞ Валентина Іванівна Понирко (1933—2011)
            - Олена Федорівна (1970) ∞ Дмитро Кирилович Милославський[c]
              - Ірина Ігорівна (1998)[d]

      - Катерина Миколаївна
      - Микола Миколайович[ru] (1868—1911)
      - Володимир Миколайович
      - Петро Миколайович

    - Ганна Миколаївна (1828—1879) ∞ Михайло Єнішерлов